# کلر لاووژز
کلر ماری آنی لاووژز (به فرانسوی: Claire Marie Annie Lavogez) (زادهٔ ۱۸ ژوئن ۱۹۹۴) یک بازیکن زن فوتبال اهل کشور فرانسه است. وی هم‌اکنون به عنوان هافبک برای تیم المپیک لیون و در لیگ برتر فوتبال زنان فرانسه بازی می‌کند. او در سال ۲۰۱۵ و با قراردادی سه ساله به این تیم پیوست.پیش از پیوستنش به این تیم او برای چهار فصل در تیم فوتبال مون‌پلیه بازی می‌کرد. پیش آن نیز کلر برای تیمهای اف‌سی‌اف انن-بومون و یونیون اسپورتیو گراولین به طور تک فصل بازی کرده است. لاووژز به همراه تیم ملی زیر ۲۰ سال فرانسه در جام جهانی زیر ۲۰ سال زنان شرکت کرد و گل پیروزی این تیم را به تیم ملی فوتبال زنان کاستاریکا به ثمر رساند و این تورنمنت را با زدن ۴ گل در ۶ بازی به پایان رساند و موفق شد توپ برنز این تورنمنت‌ها را کسب کند و با برد در مقابل کره شمالی به همراه با تیم فرانسه در رده سوم ایستاد. در اکتبر ۲۰۱۴ او اولین بازی خود را در تیم بزرگسالان فرانسه در مقابل تیم ملی فوتبال زنان آلمان و با نتیجه ۲–۰ با تیم فرانسه به پیروزی رسیدند. در دیدار یک چهارم نهایی جام جهانی فوتبال زنان ۲۰۱۵ کلر که به عنوان بازیکن تعویضی به بازی آمده بود یکی از کسانی بود برای تیم فرانسه پنالتی زد که این پنالتی برای فرانسه پراهمیت بود و پنالتی وی توسط دروازه‌بان آلمان نادین آنگرر مهار شد و باعث شکست تیم فرانسه شد. عملکرد وی نیز در طول وقت معمول این بازی توسط مورد نقد قرار گرفت و منتقدین دایوهای وی را «به طوری مضحک بد» خواندند.

## گلهای ملی
| ۱                         | ۶ مارس ۲۰۱۵    | ورزشگاه بلا ویستا، پارشال، پرتغال | دانمارک | ۴–۰ | ۴–۱ | جام آلگاروه ۲۰۱۵ |
| ۲                         | ۱۶ ژوئیه ۲۰۱۶  | ورزشگاه شارلتی، پاریس، فرانسه     | چین     | ۳–۰ | ۳–۰ | ۲۰۱۶ دوستانه     |
| ۳                         | ۱۶ سپتامب ۲۰۱۶ | ورزشگاه دز آلپ، گرونوبل، فرانسه   | برزیل   | ۱–۰ | ۱–۱ | ۲۰۱۶ دوستانه     |
| به روز شده ۱۸ ژانویهٔ ۲۰۱۷ |                |                                   |         |     |     |                  |